# Pileipellis

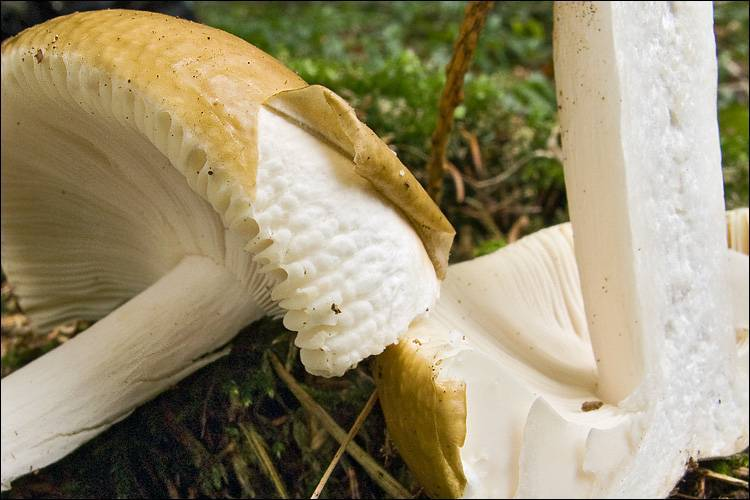
La cutícula de algunos hongos tales como Russula ochroleuca que se muestra, se puede separar del sombrero, y puede ser una característica útil para identificar la especie.

La pileipellis es la capa exterior de hifa en el sombrero de un cuerpo fructífero de un hongo. La misma cubre la trama, el tejido carnoso del cuerpo fructífero. La pileipellis es más o menos sinónimo de cutícula, pero la cutícula por lo general hace referencia a esta capa desde un punto de vista macroscópico, mientras que la pileipellis se refiere a esta estructura como una capa microscópica. El tipo de pileipellis que posee un hongo es una característica importante en su identificación. Los tipos de pileipellis incluyen los denominados  cutis, tricodermis, epitelio, e himenidermo.

## Tipos

### Cutis
Una cutis es un tipo de pileipellis caracterizada por hifas que son paralelas a la superficie del sombrero. En un  ixocutis, las hifas son gelatinosas.

### Tricodermis
En una tricodermis, la hifa externa emerge aproximadamente en forma paralela, como  pelos, perpendiculares a la superficie del sombrero.  El prefijo "trico-" proviene de la palabra griega para  "pelo". En los ixotricodermos, las hifas externas son gelatinosas.

### Epitelio
Un epitelio es un tipo de pileipellis que consiste de celdas redondeadas en varias capas, a menudo conectadas en cadenas, y a veces sueltas.

### Himenidermo
También llamado himeniforme, o a veces palisade.  Si se le observa desde arriba, un himenidermo o "cutícula celular" se encuentra forrada con elementos poligonales aproximadamente circulares (similares a la celdas fértiles del himenio en las laminillas).  Los elementos pueden ser celdas globulares o pueden ser las puntas de hifas que penetran en la superficie.